# Corey Allen
Corey Allen (Cleveland, Ohio, 29 de juny de 1934 – Hollywood, Califòrnia, 27 de juny de 2010) va ser un director i actor estatunidenc de cinema i televisió. Va començar la seva carrera com a actor, encara que finalment va fer de director de televisió. És conegut per interpretar Buzz Gunderson en la pel·lícula de Nicholas Ray Rebel sense causa (1955), sent Allen l'últim supervivent del repartiment del film.

## Biografia
El seu veritable nom era Alan Cohen. Després de mudar-se la seva família a Califòrnia, va estudiar a la Universitat de Califòrnia a Los Angeles, on es va iniciar en l'actuació, aconseguint el títol de Bachelor of Arts el 1954.
Allen va aconseguir la notorietat interpretant al capdavanter d'una banda, Buzz Gunderson, en el film de Nicholas Ray de 1955 Rebel sense causa, protagonitzat per James Dean. En la pel·lícula, durant una escena de lluita amb ganivets, Allen i Dean, seguidors del la tècnica d'actuació del Mètode, van usar armes reals, resultant Dean ferit per Allen.
Abans d'aquesta interpretació, Allen havia fet alguns papers menors al cinema, podent ser vist en The Chapman Report, Darby's Rangers, Juvenile Jungle, Party Girl i Sweet Bird of Youth, i també en les sèries televisives Bonanza, Dr. Kildare i Perry Mason.
A l'àrea de Los Angeles es va involucrar en diferents projectes teatrals, creant la companyia itinerant Freeway Circuit Inc. el 1959 i Actors Theater el 1965. També es va dedicar a l'ensenyament teatral, col·laborant amb The Actors Workshop.
Allen es va dedicar a la direcció a partir de la dècada de 1960, treballant en produccions televisives com Hawaii Five-O, Hill Street Blues, Ironside, Mannix, Murder, She Wrote, La dona policia, The Rockford Files, Star Trek: la nova generació i The Streets of San Francisco. El 1984 va guanyar un Premi Emmy per la direcció d'un episodi de Hill Street Blues.
Corey Allen va morir a causa de complicacions de la malaltia de Parkinson el 2010 a Hollywood, Califòrnia, dos dies abans de complir els 76 anys. Va ser enterrat en el Cementiri Hillside Memorial Park a Culver City, Califòrnia.

## Filmografia

### Com a director
- The Cosby Mysteries
- Star Trek: Deep Space Nine
  - episodi The Maqui"
  - episodi Paradise"
  - episodi The Circle"
  - episodi Captive Pursuit"
- Star Trek: La nova generació
  - episodi "Fi de la jornada"
  - episodi "The Game"
  - episodi "Final Mission"
  - episodi «Trobo en Farpoint»
- The Search (1994)
- Men Who Hate Women & the Women Who Love Them (1994)
- Moment of Truth: Stalking Back (1993)
- FBI: The Untold Stories
- Unsub
- The New Lassie
- Supercarrier
- The Ann Jillian Story (1988)
- J.J. Starbuck
- CBS Summer Playhouse
  - episodi Infiltrator
- Infiltrator (1987)
- Destination America (1987)
- The Last Fling (1987)
- I-Man (1986)
- Beverly Hills Cowgirl Blues (1985)
- Brass (1985)
- Code Name: Foxfire
- Code Name: Foxfire (1985)
- Otherworld
- Murder, She Wrote
  - episodi Deadly Lady
  - Episodi pilot The Murder of Sherlock Holmes (1984)
- Jessie
- Hunter
- The Paper Chase
  - episodi Billy Pierce
- Hill Street Blues
  - episodi Hair Apparent
  - episodi Goodbye, Mr. Scripps
  - episodi Jungle Madness
- Legmen
- Scarecrow and Mrs. King
  - episodi Always Look a Gift Horse in the Mouth
- Whiz Kids
  - episodi Programmed for Murder
  - episode Fatal Error
  - episode Deadly Access
- Gavilan
- Tucker's Witch
- Matt Houston
- The Powers of Matthew Star
- Capitol
- Simon & Simon
- McClain's Law
- Magnum P.I.
- The Return of Frank Cannon (1980)
- Stone
- The Man in the Santa Claus Suit
- The Rockford Files
  - episodi No-Fault Affair
  - episodi The Man Who Saw the Alligators
  - episodi The Empty Frame
- Trapper John, M.D.
  - episodi The Shattered Image
- Stone (1979)
- L'allau (1978)
- La dona policia
  - episodi The Young and the Fair
  - episodi Do You Still Beat Your Wife?
  - episodi The Lifeline Agency
  - episodi Broken Angels
- Lou Grant
- Thunder and Lightning (1977)
- Yesterday's Child (1977)
- Quincy, M.I. (1976)
- Executive Suite
- Bronk
- Kate McShane
- The Family Holvak
- Cry Rap (1973)
- Police Story (1973)
- Barnaby Jones (1973)
- The Streets of San Francisco
- Ironside
  - episodi But When She Was Bad
  - episodi Too Many Victims
- See the Man Run (1971)
- Cannon
- The Erotic Adventures of Pinocchio (1971)
- El Gran Garriga
  - episodi A Good Sound Profit
- Mannix
  - episodi Time Out of Mind
  - episodi The Sound of Darkness
- The New People
- Then Came Bronson
- Lancer
  - episodi Child of Rock and Sunlight
- Hawaii Five-O

## Com a actor
- Quarantined (2009)
- A Time Out of War (1954)
- La nit del caçador (1955)
- Alfred Hitchcock Presents: episodi "Jonathan" (1956)
- Rebel sense causa (1955)
- Darby's Rangers (1958)
- Party Girl
- The Chapman Report (1962)